# Мельников Микола Павлович
Микола Павлович Мельников (1922—1995) — Герой Радянського Союзу, командир батареї 1248-го винищувально-протитанкового артилерійського полку 12-ї армії Південно-Західного фронту, старший лейтенант.

## Біографія
Народився 9 грудня 1922 року на станції Раєвка, нині селище міського типу Раєвський — районний центр Альшєевського району Башкортостану, в родині робітника. Росіянин. Закінчив середню школу в Уфі.
В Червону армію призваний у 1941 році Молотовським райвійськкоматом міста Уфи. У 1942 році закінчив Смоленське артилерійське училище (евакуйоване в Ірбіт). На фронтах Другої світової війни з серпня 1942 року. Член ВКП(б)/КПРС з 1943 року.
Командир батареї 1248-го винищувально-протитанкового артилерійського полку старший лейтенант Микола Мельников у районі міста Запоріжжя 14 жовтня 1943 року форсував з підлеглими річку Дніпро. На правому березі відважний офіцер-артилерист замінив вибулого з ладу командира стрілецького підрозділу, вміло керував боєм, відбивши чотири ворожі контратаки і утримавши захоплений плацдарм.
У 1948 році Герой Дніпра закінчив Вищу офіцерську артилерійську школу, а в 1960 році — Центральні артилерійські офіцерські курси.
З 1966 року полковник Мельников М. П. — в запасі, а потім у відставці.
Жив у місті Краснодарі. Працював викладачем кафедри цивільної оборони Кубанського сільськогосподарського інституту, головою ДОСААФ КСГІ.
Помер 30 травня 1995 року. Похований у Краснодарі на Слов'янському кладовищі.

## Нагороди
- Указом Президії Верховної Ради СРСР від 19 березня 1944 року за зразкове виконання завдань командування і проявлені мужність і героїзм у боях з німецько-фашистськими загарбниками старшому лейтенанту Мельникову Миколі Павловичу присвоєно звання Героя Радянського Союзу з врученням ордена Леніна і медалі «Золота Зірка» (№ 3495).
- Орден Леніна.
- Орден Вітчизняної війни 1-го ступеня (06.04.1985).
- Орден Вітчизняної війни 2-го ступеня (12.01.1944).
- Орден Червоної Зірки (11.10.1943).
- Орден Червоної Зірки.
- Медаль «За оборону Сталінграда».
- Медалі.

## Пам'ять
- На могилі Героя встановлено пам'ятний надгробок[1].